# Campionati europei di 470 1992
I Campionati europei di 470 1992 si sono svolti a Nieuwpoort, in Belgio, dal 10 al 18 giugno 1992.

## Podi
| Evento        | Oro                                   | Argento                              | Bronzo                                                               |
| 470 Open      | Estonia Tõnu Tõniste Toomas Tõniste   | Svezia Magnus Lundgren Urban Lagneus | Paesi Bassi Ben Kouwenhoven Jan Kouwenhoven                          |
| 470 Femminile | Spagna Theresa Zabell Patricia Guerra | Italia Maria Quarra Anna Barabino    | Comunità degli Stati Indipendenti Larisa Moskalenko Elena Pakholchik |

## Medagliere
| Posiz. | Nazione                           | Oro | Argento | Bronzo | Totale |
| ------ | --------------------------------- | --- | ------- | ------ | ------ |
| 1      | Estonia                           | 1   | 0       | 0      | 1      |
| 1      | Spagna                            | 1   | 0       | 0      | 1      |
| 3      | Italia                            | 0   | 1       | 0      | 1      |
| 3      | Svezia                            | 0   | 1       | 0      | 1      |
| 5      | Paesi Bassi                       | 0   | 0       | 1      | 1      |
| 5      | Comunità degli Stati Indipendenti | 0   | 0       | 1      | 1      |
| Totale | Totale                            | 2   | 2       | 2      | 6      |